# Chrysochlorosia superba
Chrysochlorosia superba là một loài bướm đêm thuộc phân họ Arctiinae, họ Erebidae.